# فيرا فوفك
فيرا أوستابيفنا سيليانسكا (اسم القلم: فيرا فوفك) (2 يناير 1926 - 16 يوليو 2022)، هي كاتبة وناقدة ومترجمة برازيلية باللغة الأوكرانية. كتبت باللغات الأوكرانية والألمانية والبرتغالية.

## حياتها
ولدت عام 1926 في مدينة بوريسلاف غرب أوكرانيا، ونشأت في منطقة هوتسول في بلدة كوتي (في ذلك الوقت على الحدود البولندية الرومانية). اكملت تعليمها الثانوي في لفيف ودريسدن. درست اللغة الألمانية وتاريخ الموسيقى والأدب المقارن في جامعة توبنغن. في عام 1945 هاجرت مع والدتها إلى البرتغال، وفي عام 1949 إلى البرازيل. ذهبت إلى مدينة ريو دي جانيرو حيث أكملت دراستها الجامعية. ثم الدراسات العليا في جامعة كولومبيا (بمدينة نيويورك الأمريكية) وجامعة ميونيخ الألمانية.

## وفاتها
توفيت في مدينة ريو دي جانيرو بالبرازيل عن عمر يناهز 97 عامًا.

## الجوائز والإنجازات
- حصلت على جائزة إيفان فرانكو الأدبية في 1957 و 1979 و 1982 و 1990.
- جائزة Blahovist 2000. لعمها بنشاط على نشر الثقافة واللغة الأوكرانية.
- 2008 حصلت على جائزة الدولة الأوكرانية جائزة شيفتشينكو الوطنية.